# Corema album
camarine à fruits blancs
Espèce
Classification phylogénétique
La camarine à fruits blancs (Corema album ou Corema alba) est une espèce de plantess à fleurs de la famille des Ericaceae (selon la classification APG III), auparavant placée dans les Empetraceae. C'est un sous-arbrisseau dioïque qui pousse en bordure de la côte atlantique, au Portugal, en Galice, en Aquitaine, et en Andalousie.

## Description

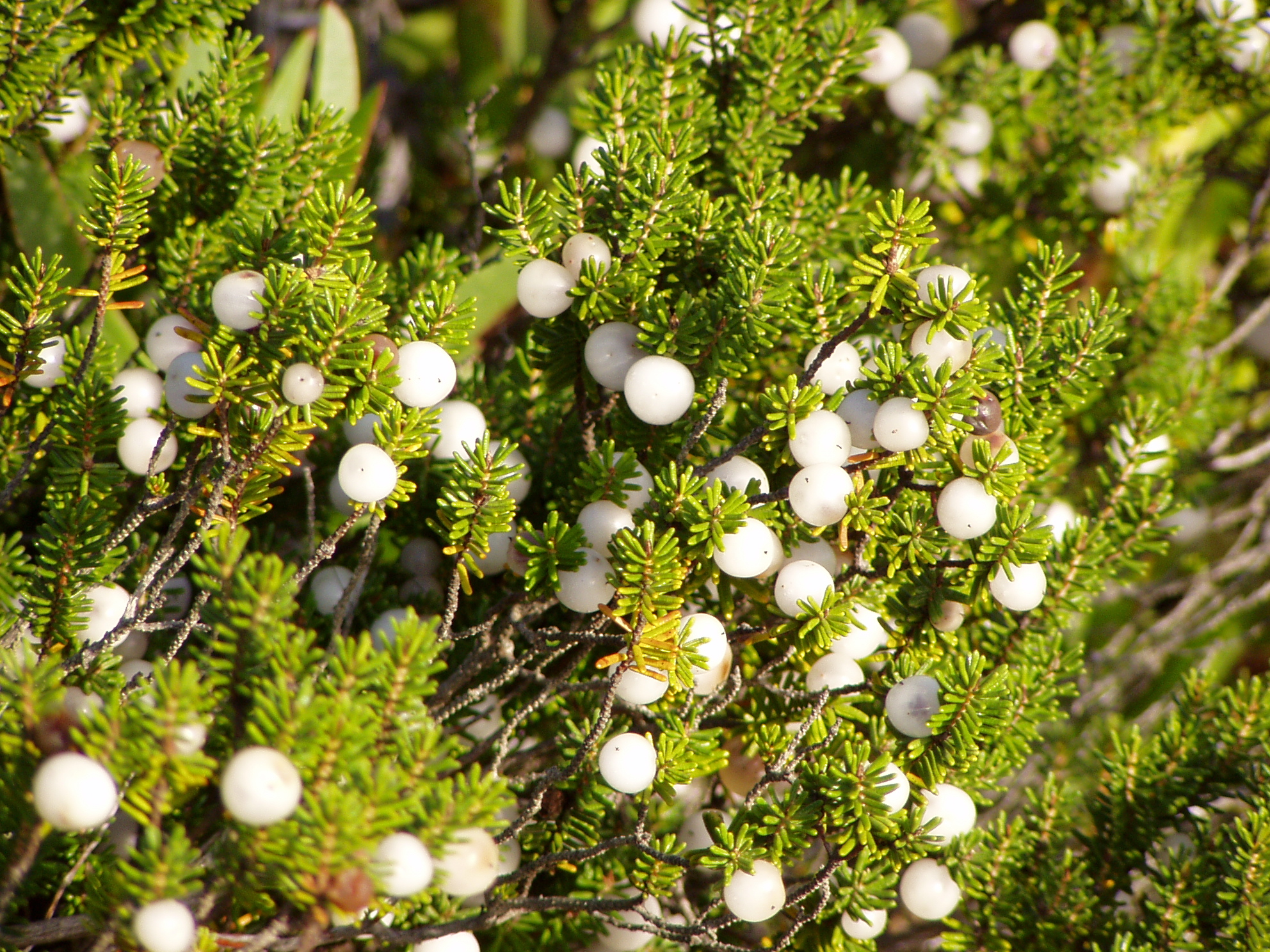
Détail des fruits et des feuilles.

La camarine est une plante vivace et érigée, haute de 30 à 70 cm, les feuilles sont vert-foncé, semblables à des aiguilles de 6-10mm, les fleurs sont groupées en têtes terminales, les fruits sont de petites drupes blanches de 6 à 8 mm de diamètre. Peu commune en France, elle est plus répandue en Galice et au Portugal.
Elle pousse en bord de mer dans les dunes fixées (dune grise) ou en sous-bois dans la dune plantée de pins.
C'est une plante homéohydre, qui a la capacité de réguler sa teneur en eau.

## Usage
Les baies, acidulées, sont récoltées autour du 15 aout, et mangées fraîches. On peut en faire de la gelée. On en faisait aussi du vinaigre et de l'eau de vie.

## La camarine dans la culture portugaise
On la trouve dans une chanson traditionnelle : Fostes au Senhor da Pedra. Elle illustre une légende qui met en scène la reine Élisabeth de Portugal dont les pleurs se changent en baies blanches pour lui laisser voir l'infidélité de son mari Denis Ier de Portugal.

### Sous le nomCorema album
- (en) NCBI : Corema album (taxons inclus)

### Sous le nomCorema alba
- (fr) Belles fleurs de France 2 : Corema alba
- (fr) Tela Botanica (France métro) : Corema alba  (L.) D.Don, 1830